# Alain Poyart
Alain Poyart, né le 18 novembre 1947 à Hautmont (Nord), est un homme politique français.

## Biographie
Conseiller général du Nord pour le canton d'Avesnes-sur-Helpe-Nord de 1985 à 2015, il est élu député dans la 24e circonscription du Nord en 1993. Son mandat est écourté par la dissolution décidée par Jacques Chirac et il est battu aux élections législatives de 1997 par le socialiste Marcel Dehoux. 
Il est entre-temps élu maire d'Avesnes-sur-Helpe en 1995. Réélu en 2001 et en 2008, il cède sa place à sa première adjointe, Marie-Annick Dezitter, en 2014 tout en restant conseiller municipal.
En 2002, candidat aux élections législatives, il est battu par le député sortant, Marcel Dehoux. En 2007, alors qu'il tente à nouveau d'être réélu à l'Assemblée nationale, il est cette fois-ci battu par Jean-Luc Pérat. Il est une nouvelle fois candidat en 2017 aux élections législatives après avoir obtenu l'investiture de l'Union des démocrates et indépendants. Il arrive en quatrième position avec 12,49 % des suffrages, soit 4 658 voix, derrière les candidats du FN, de LREM et du PS.
Après le décès du sénateur Patrick Masclet, puis le renoncement de la suivante de liste, Béatrice Descamps, Alain Poyart devient sénateur du Nord le 15 juin 2017 sur un siège renouvelable en septembre de la même année. Il rejoint le groupe Les Républicains au Sénat le 20 juillet suivant.
Il est président de la communauté de communes du Pays d'Avesnes de 1995 à 2012, puis de la communauté de communes du Cœur de l’Avesnois à partir de 2012.
Il est candidat aux élections municipales de 2020 à Avesnes-sur-Helpe, commune qu’il a dirigée pendant près de dix-neuf ans avant de laisser sa place à sa première adjointe, Marie-Annick Dezitter. Il déclare sa candidature le 6 avril 2019, alors que Marie-Annick Dezitter annonce ne pas briguer un nouveau mandat. À l’issue du premier tour, il termine en dernière position, avec 12,85 % des suffrages. Il est le seul élu de sa liste, le conseil municipal ayant été élu dès le premier tour. Peu après, il ne se représente pas à la présidence de l’intercommunalité.